# Hieracium andrasovszkyi
Hieracium andrasovszkyi là một loài thực vật có hoa trong họ Cúc. Loài này được Zahn mô tả khoa học đầu tiên năm 1922.